# Alain Terrenoire
Alain Terrenoire (14. června 1941, Lyon) je francouzský právník a politik.

## Životopis
Alain Terrenoire je synem levicového Gaullisty Louise Terrenoira (1908-1992) a historičky Élisabeth Gay (1912-1992).
Alain Terrenoire je doktor práv a absolvent pokročilého studia politologie.
V roce 1961 založil Svaz mladých evropských demokratů (UJDE), který je mládežnické hnutí Francouzského výboru Panevropské unie. V roce 1966 byl jmenován náměstkem generálního tajemníka Gaullistické skupiny v Evropském parlamentu.
12. března 1967 byl Alain Terrenoire zvolen poslancem a ve svých 25 letech se stal nejmladším členem Národního shromáždění. Zůstal jím až do roku 1978. Během svého funkčního období byl členem právního, a pak zahraničního výboru. Alain Terrenoire byl v roce 1972 autorem a zpravodajem návrhu zákona o rasismu, který poslanci jednomyslně schválili.
Od roku 1970 do roku 1973 byl generálním radou kantonu Roanne, což z něj udělalo nejmladšího člena Generální rady Loiry. Od roku 1973 do roku 1976 byl generálním radou kantonu Roanne-Sud.
Od roku 1974 do roku 1978 byl členem francouzské delegace na Valném shromáždění OSN. Ve stejném období byl členem Evropského parlamentu.
V březnu 1998 byl zvolen regionálním radním pro region Basse-Normandie. Téhož roku se stal členem sekce Hospodářské a sociální rady (zpravodaj studie o západním Balkáně a Evropské unii). Je také prezidentem Svazu bývalých gaullistických poslanců. V letech 2003 až 2013 byl prezidentem Panevropské unie Francie.
Alain Terrenoire byl zvolen v prosinci 2004 prezident Mezinárodní Panevropské unie. Zvolen byl na návrh Otty Habsbursko-Lotrinského.

## Mandáty a funkce

### Parlamentní mandáty
- 12. března 1967 - 30. května 1968
- 30. června 1968 - 1. dubna 1973
- 11. března 1973 - 2. dubna 1978
- 1974 - 1978: poslanec Evropského parlamentu

### Místní mandáty
- 1970 - 1973: generální rada kantonu Roanne
- 1973 - 1976: generální rada kantonu Roanne-Sud
- 1998 - 2004: regionální radní pro region Basse-Normandie

### Další pověření
- 1974 - 1978: člen francouzské delegace na Valném shromáždění OSN
- Od března 2012: Člen Hospodářské, sociální a environmentální rady

### Další funkce
- 2003 - 2013: prezident Panevropské unie Francie
- Od roku 2004: prezident Mezinárodní Panevropské unie
- Předseda Svazu bývalých gaullistických poslanců

## Vyznamenání

### Francouzské dekorace
- Důstojník Řádu čestné legie[2]
- Důstojník Národního vyznamenání za zásluhy[3]